# Maripa paniculata
Maripa paniculata là một loài thực vật có hoa trong họ Bìm bìm. Loài này được Barb. Rodr. mô tả khoa học đầu tiên năm 1891.